# Phanerotomella barbieri
Phanerotomella barbieri är en stekelart som beskrevs av Sigwalt 1978. Phanerotomella barbieri ingår i släktet Phanerotomella och familjen bracksteklar. Inga underarter finns listade i Catalogue of Life.